# Literatura da Europa
Literatura ocidental, também conhecida como literatura europeia, é a literatura escrita no contexto da cultura ocidental nas línguas da Europa, incluindo aquelas pertencentes à família Indo-Europeia bem como às inúmeras línguas geográfica ou historicamente relacionadas, como o basco e húngaro. A literatura ocidental é considerada um dos elementos definidores da civilização ocidental.
O melhor da literatura ocidental é considerado o Cânone Ocidental. A lista de obras que compõem o cânone ocidental varia de acordo com a opinião dos críticos sobre a cultura ocidental e a importância relativa de suas características. também uma forma de expressar a cultura europeia para o mundo que era desconhecido para os europeus, os países latino-americanos conhecido por seus diversos povos e culturas.